# Вагин, Виктор Андрианович
Виктор Андрианович Вагин (1923—1944) — советский танкист. Участник Великой Отечественной войны. Герой Советского Союза (1945, посмертно). Гвардии старшина.

## Биография
Виктор Андрианович Вагин родился в 1923 году в посаде Клинцы — уездном центре Гомельской губернии (ныне город — районный центр Брянской области Российской Федерации) в семье рабочего. Русский. Окончил 7 классов Клинцовской школы № 2 и школу ФЗУ. До призыва в армию работал модельщиком в механических мастерских.
В ряды Рабоче-крестьянской Красной Армии В. А. Вагин был призван в 1941 году. Окончил школу младших командиров, затем стажировался в запасном танковом полку. В боях с немецко-фашистскими захватчиками Виктор Андрианович с 31 марта 1943 года в составе 26-го отдельного гвардейского танкового полка прорыва Брянского фронта. Летом 1943 года он участвовал в Орловской операции Курской битвы, затем в составе своего подразделения, приданного 63-й армии, принимал участие в Брянской операции Брянского фронта и Гомельско-Речицкой операции Белорусского фронта. В январе 1944 году 26-й отдельный гвардейский танковый полк прорыва был выведен в резерв и переформирован в 26-й отдельный гвардейский тяжёлый танковый полк. В мае 1944 года полк вошёл в состав 21-й армии Ленинградского фронта.
10 июня 1944 года началась Выборгская наступательная операция фронта — составная часть Выборгско-Петрозаводской операции. В первые дни наступления у населённого пункта Кивеннапа благодаря точной стрельбе командира орудия гвардии старшины В. А. Вагина экипаж танка уничтожил 3 пушки, 2 пулемётные точки и разбил 3 ДЗОТа, обеспечив успешное продвижение стрелковых частей. Развивая наступление, войска Ленинградского фронта 20 июня 1944 года освободили город Выборг. 21 июня 1944 года при прорыве финской обороны у станции Таммисуо экипаж танка, на котором служил гвардии старшина Вагин, огнём орудия уничтожил 4 противотанковые пушки противника, 3 ДЗОТа, 2 станковых пулемёта и до 30 вражеских солдат и офицеров. Однако в ходе боя танк был подбит. В течение 7 часов экипаж в повреждённой машине продолжал вести бой пока не закончился боезапас. Когда огонь из танка прекратился, финны закидали его зажигательными гранатами, а затем взорвали.
Экипаж танка, до конца исполнивший свой долг, был похоронен в братской могиле на южной окраине Выборга. 24 марта 1945 года указом Президиума Верховного Совета СССР гвардии старшине Вагину Виктору Андриановичу, гвардии старшему лейтенанту Харлову Алексею Гавриловичу, гвардии младшему лейтенанту Миронову Филиппу Абрамовичу и гвардии технику-лейтенанту Скоробогатову Анатолию Марковичу было присвоено звание Героев Советского Союза.

## Награды
- Медаль «Золотая Звезда» (24.03.1945, посмертно)
- Орден Ленина (24.03.1945, посмертно)
- Орден Славы 3 степени (19.06.1944)

## Память
- Имя Героя Советского Союза В. А. Вагина увековечено на мемориальном комплексе «Братская могила № 36» в микрорайоне «Южный» города Выборга Ленинградской области
- Мемориальная доска в честь Героя Советского Союза В. А. Вагина установлена на здании средней школы № 2 имени А. И. Герцена в городе Клинцы Брянской области
- Мемориальная доска в честь Героя Советского Союза В. А. Вагина установлена в городе Выборге на одном из домов по улице Харлова.
- Именем Героя Советского Союза В. А. Вагина названа улица в городе Клинцы Брянской области

## Документы
- Общедоступный электронный банк документов «Подвиг Народа в Великой Отечественной войне 1941—1945 гг.» Архивировано 13 марта 2012 года. № в базе данных 150004958. Архивировано 22 сентября 2012 года., 46569773. Архивировано 22 сентября 2012 года., 46761393. Архивировано 22 сентября 2012 года., 32687184. Архивировано 22 сентября 2012 года.
- * Обобщённый банк данных «Мемориал». Архивировано 10 мая 2012 года. Информация из списка захоронения 47-64. Архивировано 22 сентября 2012 года., Учётная карточка захоронения 47-64. Архивировано 10 июля 2013 года., Схема захоронения 47-64. Архивировано 10 июля 2013 года.